# Pontonia mexicana
Pontonia mexicana är en kräftdjursart som beskrevs av Félix Édouard Guérin-Méneville 1856. Pontonia mexicana ingår i släktet Pontonia och familjen Palaemonidae. Inga underarter finns listade i Catalogue of Life.